# Cameron Stewart (futbolista)
Cameron Stewart (Mánchester, Inglaterra, 8 de abril de 1991) es un futbolista inglés. Se desempeña como mediocampista en el Ipswich Town de la Football League Championship de Inglaterra.

## Trayectoria
Surgido de la cantera del Manchester United, el 25 de noviembre de 2010, Stewart, se unió al Hull City a préstamo. Hizo su debut con el club el 27 de noviembre de 2010 en un empate 2-2 ante el Middlesbrough. El 31 de enero de 2011, Stewart, firmó para Hull City en forma permanente, por una tarifa de alrededor de £ 300.000. En el Hull City, jugó hasta el 2014. Durante ese tiempo fue prestado al Burnley, Blackburn Rovers, Charlton Athletic y al Leeds United.
Habiendo dejado el Hull City, Stewart era libre de firmar por otro club. El 1 de julio de 2014, se unió al Ipswich Town por un contrato de tres años.

## Selección nacional
Stewart representó a Inglaterra en la sub-17,sub-19 y sub-20.

## Clubes
| Club                         | País       | Año           |
| ---------------------------- | ---------- | ------------- |
| Manchester United            | Inglaterra | 2009 - 2011   |
| Yeovil Town (Préstamo)       | Inglaterra | 2010          |
| Hull City (Préstamo)         | Inglaterra | 2010 - 2011   |
| Hull City                    | Inglaterra | 2011 - 2014   |
| Burnley (Préstamo)           | Inglaterra | 2012 - 2013   |
| Blackburn Rovers (Préstamo)  | Inglaterra | 2013          |
| Charlton Athletic (Préstamo) | Inglaterra | 2013-2014     |
| Leeds United (Préstamo)      | Inglaterra | 2014          |
| Ipswich Town                 | Inglaterra | 2014-presente |